# Jordan Gelber
Jordan Gelber (The Bronx (New York) , 1975) is een Amerikaans acteur.

## Biografie
Gelber werd geboren in de borough The Bronx in New York, en heeft een jongere zus, en groeide op in Nassau County (New York). Gelber heeft gestudeerd aan de Stanford-universiteit in Stanford (Californië) en haalde in 1997 zijn diploma, hierna ging hij studeren aan de New York University en haalde hier in 2000 zijn diploma.
Gelber begon in 2001 met acteren in de televisieserie 100 Centre Street. Hierna heeft hij nog meerdere rollen gespeeld in televisieseries en films zoals Riding in Cars with Boys (2001), Law & Order: Special Victims Unit (2001-2003), Before the Devil Knows You're Dead (2007) en The Taking of Pelham 123 (2009). 
Gelber is ook actief in het theater, hij maakte in 2003 zijn debuut op Broadway met de musical Avenue Q. Hierna speelde hij nog meerdere rollen op Broadway.
Gelber is getrouwd en heeft hieruit een zoon.

## Filmografie

### Films
Uitgezonderd korte films.
- 2019 The Kitchen - als Chaim
- 2016 Bleed for This - als Dan Duva
- 2015 Condemned - als Big Foot
- 2014 Death Pact - als Jeff Muller
- 2011 Dark Horse – als Abe
- 2010 Henry's Crime – als Trofimov
- 2009 The Taking of Pelham 123 – als forens
- 2009 Can Opener – als Mordecai
- 2008 Pretty Bird – als man
- 2007 Before the Devil Knows You're Dead – als agent
- 2004 Everyday People – als Ira
- 2002 Changing Lanes – als priester
- 2001 Riding in Cars with Boys – als Kevin
- 2001 Way Off Broadway – als Ethan

### Televisieseries
Uitgezonderd eenmalige gastrollen.
- 2013 - 2019 Elementary - als Eugene Hawes - 25 afl.
- 2018 Insatiable - als sheriff Hank Thompson - 4 afl.
- 2016 Mr. Robot - als FBI agent - 2 afl.
- 2010 Boardwalk Empire – als Simon – 3 afl.
- 2002 – 2003 Law & Order: Special Victims Unit – als forensisch medewerker Layton – 8 afl.

### Computerspellen
- 2005 The Warriors – als Chatterbox
- 2003 Midnight Club II – als Moses

## TheaterwerkBroadway
- 2022 Mr. Saturday Night - als Joey / Farber / dr. Jeff
- 2017 Sunday in the Park with George - als Louis / Billy
- 2012 - 2013 Elf - als Buddy
- 2008 - 2009 All My Sons - als Frank Lubey
- 2003 - 2009 Avenue Q - als Brian

- International Standard Name Identifier: 0000 0000 4920 4873
- Library of Congress Control Number: no2004063220
- MusicBrainz: 4b7f1f35-00e1-4734-9d34-7b4bb3b0c4c1
- Virtual International Authority File: 46475146
- WorldCat: E39PBJcrhdpdjBFtpGQQgRkVYP